# Single numer jeden w roku 2017 (Japonia)
Notowanie Weekly Singles Chart (jap. 週間シングルチャート Shūkan Shinguru Chāto) przedstawia najlepiej sprzedające się single w Japonii. Publikowane jest ono przez magazyn Oricon Style, a dane kompletowane są przez Oricon w oparciu o cotygodniowe wyniki sprzedaży fizycznej singli. Poniżej znajdują się tabele prezentujące najpopularniejsze single w danych tygodniach w roku 2017.
Notowanie Billboard Japan Hot 100 przedstawia najpopularniejsze single w Japonii. Publikowane jest ono przez magazyn Billboard i Hanshin Contents Link, a dane kompletowane są w oparciu o sprzedaż CD singli (udostępniane przez SoundScan Japan), częstotliwość emitowania piosenek na antenach japońskich stacji radiowych (udostępniane przez firmę Plantech), dane sprzedaży w sklepach internetowych oraz dane sprzedaży z iTunes Japan. Na pozycję na liście dodatkowo wpływają: tweety odnoszące się do utworów z danych Twittera zebrane przez NTT DATA, dane pochodzące z Gracenote – ile razy dana płyta została włożona do komputera, a także dane z ponad 3900 sklepów sprzedających muzykę cyfrowo.

## Oricon Weekly Singles Chart
| Data            | Singel | Wykonawca                                 | Źródło |
| --------------- | --- | ----------------------------------------- | ------ |
| 2 stycznia      | „God's S.T.A.R.” | QUARTET NIGHT                             | [ 2 ]  |
| 9 stycznia      | „Boku igai no dareka” (jap. 僕以外の誰か) | NMB48                                     | [ 3 ]  |
| 16 stycznia     | „Michishirube” (jap. 道しるべ) | Busaiku                                   | [ 4 ]  |
| 23 stycznia     | „Hikari no Atelier” (jap. ヒカリノアトリエ)                                                                                                   | Mr.Children                               | [ 5 ]  |
| 30 stycznia     | „EXCITE” | Daichi Miura                              | [ 6 ]  |
| 6 lutego        | „Naguri gaki BEAT” (jap. なぐりガキBEAT) | Kanjani∞                                  | [ 7 ]  |
| 13 lutego       | „Reboot!!!” | A.B.C-Z                                   | [ 8 ]  |
| 20 lutego       | „EMMA” | NEWS                                      | [ 9 ]  |
| 27 lutego       | „Bagutte iijan” (jap. バグっていいじゃん) | HKT48                                     | [ 10 ] |
| 6 marca         | „OVER THE TOP” | Hey! Say! JUMP                            | [ 11 ] |
| 13 marca        | „INTER” | Kis-My-Ft2                                | [ 12 ] |
| 20 marca        | „HAPPY” | Sandaime J Soul Brothers from EXILE TRIBE | [ 13 ] |
| 27 marca        | „Shoot Sign” (jap. シュートサイン) | AKB48                                     | [ 14 ] |
| 3 kwietnia      | „Influencer” (jap. インフルエンサー) | Nogizaka46                                | [ 15 ] |
| 10 kwietnia     | „ROCK THA TOWN” | Sexy Zone                                 | [ 16 ] |
| 17 kwietnia     | „Fukyōwaon” (jap. 不協和音) | Keyakizaka46                              | [ 17 ] |
| 24 kwietnia     | „Seishun dokei” (jap. 青春時計) | NGT48                                     | [ 18 ] |
| 1 maja          | „I’ll be there” | Arashi                                    | [ 19 ] |
| 8 maja          | „Chō nebagiba DANCE” (jap. 超ネバギバDANCE)                                                                                                   | Chōtokkyū                                 | [ 20 ] |
| 15 maja         | „Colors/Taiyō to tsuki no kodomo-tachi” (jap. COLORS/太陽と月のこどもたち)                                                                    | V6                                        | [ 21 ] |
| 22 maja         | „Chi, ase, namida” (jap. 血、汗、涙) | BTS                                       | [ 22 ] |
| 29 maja         | „Senaka-goshi no Chance” (jap. 背中越しのチャンス)                                                                                            | Kame to Yama P                            | [ 23 ] |
| 5 czerwca       | „THE IDOLM@STER CINDERELLA GIRLS LITTLE STARS! Etude wa ichido dake” (jap. THE IDOLM@STER CINDERELLA GIRLS LITTLE STARS! エチュードは1曲だけ) | The Cinderella Project                    | [ 24 ] |
| 12 czerwca      | „Negaigoto no mochigusare” (jap. 願いごとの持ち腐れ)                                                                                          | AKB48                                     | [ 25 ] |
| 19 czerwca      | „PICK IT UP” | Kis-My-Ft2                                | [ 26 ] |
| 26 czerwca      | „Seimei/Still Alive” (jap. 声明/Still Alive)                                                                                                  | B’z                                       | [ 27 ] |
| 3 lipca         | „Ōsaka☆Ai-EYE-Ai/Ya! Hot! Hot!” (jap. おーさか☆愛・EYE・哀/Ya! Hot! Hot!)                                                                     | Johnny’s West                             | [ 28 ] |
| 10 lipca        | „Tsunagu” (jap. つなぐ) | Arashi                                    | [ 29 ] |
| 17 lipca        | „Precious Girl/Are You There?” | Hey! Say! JUMP                            | [ 30 ] |
| 24 lipca        | „The Red Light” | KinKi Kids                                | [ 31 ] |
| 31 lipca        | „Igai ni Mango” (jap. 意外にマンゴー) | SKE48                                     | [ 32 ] |
| 7 sierpnia      | „himawari” | Mr.Children                               | [ 33 ] |
| 14 sierpnia     | „Kiss wa matsushikanai no deshō ka?” (jap. キスは待つしかないのでしょうか?)                                                                   | HKT48                                     | [ 34 ] |
| 21 sierpnia     | „Nigemizu” (jap. 逃げ水) | Nogizaka46                                | [ 35 ] |
| 28 sierpnia     | „Family Song” | Gen Hoshino                               | [ 36 ] |
| 4 września      | „Taiyō no aitōka” (jap. たいようの哀悼歌) | Flower                                    | [ 37 ] |
| 11 września     | „#sukinanda” (jap. #好きなんだ) | AKB48                                     | [ 38 ] |
| 18 września     | „Kiseki no hito” (jap. 奇跡の人) | Kanjani∞                                  | [ 39 ] |
| 25 września     | „Seiiki” (jap. 聖域) | Masaharu Fukuyama                         | [ 40 ] |
| 2 października  | „GOLD” | Happiness                                 | [ 41 ] |
| 9 października  | „Shōri no gaika” (jap. 勝利の凱歌) | Tōkendanshi formation of Mihotose         | [ 42 ] |
| 16 października | „Gyutto” (jap. ぎゅっと) | Sexy Zone                                 | [ 43 ] |
| 23 października | „Itsuka dekiru kara kyō dekiru” (jap. いつかできるから今日できる)                                                                             | Nogizaka46                                | [ 44 ] |
| 30 października | „One More Time” | TWICE                                     | [ 45 ] |
| 6 listopada     | „Kaze ni fukarete mo” (jap. 風に吹かれても)                                                                                                   | Keyakizaka46                              | [ 46 ] |
| 13 listopada    | „Kaze ni fukarete mo” (jap. 風に吹かれても)                                                                                                   | Keyakizaka46                              | [ 47 ] |
| 20 listopada    | „Doors ~Yūki no kiseki~” (jap. Doors〜勇気の軌跡〜)                                                                                           | Arashi                                    | [ 48 ] |
| 27 listopada    | „Ōtō seyo” (jap. 応答セヨ) | Kanjani∞                                  | [ 49 ] |
| 4 grudnia       | „11-gatsu no Anklet” (jap. 1月のアンクレット)                                                                                                 | AKB48                                     | [ 50 ] |
| 11 grudnia      | „Akai kajitsu” (jap. 赤い果実) | Kis-My-Ft2                                | [ 51 ] |
| 18 grudnia      | „MIC Drop/DNA/Crystal Snow” | BTS                                       | [ 52 ] |
| 25 grudnia      | „J.S.B. HAPPINESS” | Sandaime J Soul Brothers from EXILE TRIBE | [ 53 ] |

## BillboardJapan Hot 100
| Data            | Singel                                                                      | Wykonawca                                 | Źródło  |
| --------------- | --------------------------------------------------------------------------- | ----------------------------------------- | ------- |
| 2 stycznia      | „Koi” (jap. 恋)                                                             | Gen Hoshino                               | [ 54 ]  |
| 9 stycznia      | „Koi” (jap. 恋)                                                             | Gen Hoshino                               | [ 55 ]  |
| 16 stycznia     | „Koi” (jap. 恋)                                                             | Gen Hoshino                               | [ 56 ]  |
| 23 stycznia     | „Koi” (jap. 恋)                                                             | Gen Hoshino                               | [ 57 ]  |
| 30 stycznia     | „Koi” (jap. 恋)                                                             | Gen Hoshino                               | [ 58 ]  |
| 6 lutego        | „Naguri gaki BEAT” (jap. なぐりガキBEAT)                                    | Kanjani∞                                  | [ 59 ]  |
| 13 lutego       | „Koi” (jap. 恋)                                                             | Gen Hoshino                               | [ 60 ]  |
| 20 lutego       | „EMMA”                                                                      | NEWS                                      | [ 61 ]  |
| 27 lutego       | „Bagutte iijan” (jap. バグっていいじゃん)                                   | HKT48                                     | [ 62 ]  |
| 6 marca         | „OVER THE TOP”                                                              | Hey! Say! JUMP                            | [ 63 ]  |
| 13 marca        | „Tonight”                                                                   | Kis-My-Ft2                                | [ 64 ]  |
| 20 marca        | „HAPPY”                                                                     | Sandaime J Soul Brothers from EXILE TRIBE | [ 65 ]  |
| 27 marca        | „Shoot Sign” (jap. シュートサイン)                                          | AKB48                                     | [ 66 ]  |
| 3 kwietnia      | „Influencer” (jap. インフルエンサー)                                        | Nogizaka46                                | [ 67 ]  |
| 10 kwietnia     | „ROCK THA TOWN”                                                             | Sexy Zone                                 | [ 68 ]  |
| 17 kwietnia     | „Fukyōwaon” (jap. 不協和音)                                                 | Keyakizaka46                              | [ 69 ]  |
| 24 kwietnia     | „Seishun dokei” (jap. 青春時計)                                             | NGT48                                     | [ 70 ]  |
| 1 maja          | „I’ll be there”                                                             | Arashi                                    | [ 71 ]  |
| 8 maja          | „Chō nebagiba DANCE” (jap. 超ネバギバDANCE)                                 | Chōtokkyū                                 | [ 72 ]  |
| 15 maja         | „COLORS”                                                                    | V6                                        | [ 73 ]  |
| 22 maja         | „Chi, ase, namida” (jap. 血、汗、涙)                                        | BTS                                       | [ 74 ]  |
| 29 maja         | „Senaka-goshi no Chance” (jap. 背中越しのチャンス)                          | Kame to Yama P                            | [ 75 ]  |
| 5 czerwca       | „MY SWAGGER”                                                                | GOT7                                      | [ 76 ]  |
| 12 czerwca      | „Negaigoto no mochigusare” (jap. 願いごとの持ち腐れ)                        | AKB48                                     | [ 77 ]  |
| 19 czerwca      | „PICK IT UP”                                                                | Kis-My-Ft2                                | [ 78 ]  |
| 26 czerwca      | „Seimei” (jap. 声明)                                                        | B’z                                       | [ 79 ]  |
| 3 lipca         | „Peace Sign” (jap. ピースサイン)                                            | Kenshi Yonezu                             | [ 80 ]  |
| 10 lipca        | „Tsunagu” (jap. つなぐ)                                                     | Arashi                                    | [ 81 ]  |
| 17 lipca        | „Precious Girl”                                                             | Hey! Say! JUMP                            | [ 82 ]  |
| 24 lipca        | „The Red Light”                                                             | KinKi Kids                                | [ 83 ]  |
| 31 lipca        | „Igai ni Mango” (jap. 意外にマンゴー)                                       | SKE48                                     | [ 84 ]  |
| 7 sierpnia      | „himawari”                                                                  | Mr.Children                               | [ 85 ]  |
| 14 sierpnia     | „Kiss wa matsushikanai no deshō ka?” (jap. キスは待つしかないのでしょうか?) | HKT48                                     | [ 86 ]  |
| 21 sierpnia     | „Nigemizu” (jap. 逃げ水)                                                    | Nogizaka46                                | [ 87 ]  |
| 28 sierpnia     | „Family Song”                                                               | Gen Hoshino                               | [ 88 ]  |
| 4 września      | „Uchiagehanabi” (jap. 打上花火)                                             | DAOKO×Kenshi Yonezu                       | [ 89 ]  |
| 11 września     | „#sukinanda” (jap. #好きなんだ)                                             | AKB48                                     | [ 90 ]  |
| 18 września     | „Kiseki no hito” (jap. 奇跡の人)                                            | Kanjani∞                                  | [ 91 ]  |
| 25 września     | „Seiiki” (jap. 聖域)                                                        | Masaharu Fukuyama                         | [ 92 ]  |
| 2 października  | „Uchiagehanabi” (jap. 打上花火)                                             | DAOKO×Kenshi Yonezu                       | [ 93 ]  |
| 9 października  | „Shōri no gaika” (jap. 勝利の凱歌)                                          | Tōkendanshi formation of Mihotose         | [ 94 ]  |
| 16 października | „Jama shinaide Here We Go!” (jap. 邪魔しないで Here We Go!)                 | Morning Musume. ’17                       | [ 95 ]  |
| 23 października | „Itsuka dekiru kara kyō dekiru” (jap. いつかできるから今日できる)           | Nogizaka46                                | [ 96 ]  |
| 30 października | „One More Time”                                                             | TWICE                                     | [ 97 ]  |
| 6 listopada     | „Kaze ni fukarete mo” (jap. 風に吹かれても)                                 | Keyakizaka46                              | [ 98 ]  |
| 13 listopada    | „Kaze ni fukarete mo” (jap. 風に吹かれても)                                 | Keyakizaka46                              | [ 99 ]  |
| 20 listopada    | „Doors ~Yūki no kiseki~” (jap. Doors〜勇気の軌跡〜)                         | Arashi                                    | [ 100 ] |
| 27 listopada    | „Ōtō seyo” (jap. 応答セヨ)                                                  | Kanjani∞                                  | [ 101 ] |
| 4 grudnia       | „11-gatsu no Anklet” (jap. 1月のアンクレット)                               | AKB48                                     | [ 102 ] |
| 11 grudnia      | „Akai kajitsu” (jap. 赤い果実)                                              | Kis-My-Ft2                                | [ 103 ] |
| 18 grudnia      | „MIC Drop”                                                                  | BTS                                       | [ 104 ] |
| 25 grudnia      | „J.S.B. HAPPINESS”                                                          | Sandaime J Soul Brothers from EXILE TRIBE | [ 105 ] |